# 王能 (宋朝)
王能（942年—1019年），广济定陶（今山东定陶）人，北宋将领、水利家。
王能初事晋王赵光义于藩邸，晋王即位为宋太宗，王能补内殿直。累迁济州团练使、知静戎军。他将鲍河水引过长城口，北注入雄州（今河北雄县）塘水，使方舟通漕，以发展边塞。他又开方田，发展灌溉，使静戎、顺安境内百姓富裕起来。宋真宗景德初年，以勤勇擢升为防御使，受命出为邢洛路都部署，复改镇州、定州、高阳关三路行营都部署、押策先锋。北方有来犯者，他率军民击退，边防得以巩固。召入，拜侍卫步军副都指挥使、领曹州观察使。天禧元年（1017年），转都指挥使、领保静军节度使。多次上表求解官。擢彰信军节度使。卒赠太尉。